# Жалиев, Баатыр
Баатыр Жалиев (кирг. Баатыр Жалиев; 15 декабря 1935, с. Кашгар-Кыштак, Ошский район, Киргизская АССР, РСФСР — 30 мая 2020, Бишкек, Кыргызстан) — советский и киргизский художник, народный художник Республики Кыргызстан (1993).

## Биография
В раннем детстве потерял отца. После повторного брака матери остался на попечении бабушки.
В 1964 г. окончил Фрунзенское художественное училище. С 1968 г. являлся членом Союза художников СССР.
С 1977 по 1982 г. возглавлял Ошское областное отделение Союза художников Киргизской ССР.
В своих работах раскрывал достижения людей труда на селе и в промышленном производстве, трудовые успехи республики. В картинах «Промышленный Ош» (1966), «Ош строится» (1972), «Хайдарканский комбинат» (1974) создал целостные образы рабочих крупных предприятий юга, показал их самоотверженный труд, отразил лучшие черты рабочего класса республики. Наиболее значимым произведением художника является жанрово-портретное произведение «Тогуз коргоол» (1974). В жанре графики создал художественные образы киргизской интеллигенции. Им была создана художественная форма и художественная школа живописи «Сизизм» как отдельное направление живописи. Часть работ хранятся в Доме-музее, созданном им по собственной инициативе в 2012 г.
Работы мастера были представлены на республиканских, всесоюзных и международных выставках, удостаиваясь призовых мест. Они стали частью экспозиций и художественных фондов Киргизского национального музея изобразительных искусств имени Г.Айтиева и музеев стран СНГ.

## Награды и звания
- Медаль «За трудовую доблесть».
- Народный художник Республики Кыргызстан (1993).
- Заслуженный художник Киргизской ССР (1983).
- Награждён Почётными грамотами Верховного Совета Киргизской ССР.